# 萩原健也
萩原 健也（はぎはら けんや、1987年11月9日 - ）は日本のジャズギタリスト、スタジオミュージシャン、編曲家。兄は歌人の萩原慎一郎。

## 概要
1987年、東京都杉並区荻窪にて生まれる。生後間もなく5歳まで英国領香港で暮らし、幼少期からクラシックピアノを始め、12歳からギターを弾き始めた。ジャズビッグバンドやスタジオミュージシャンなどでの活動を経て、17歳でアメリカのバークリー音楽院に短期留学し、ロサンゼルスの音楽大学のミュージシャンズ・インスティチュートを卒業。ジャズギタリストのスコット・ヘンダーソンやアレン・ハインズ師事し、スタジオミュージシャンとしてはJ-POPを始め、サウンドトラックやライトニング リターンズ ファイナルファンタジーXIIIのようなゲーム音楽の制作にも携わっている。また、自身が経営するスタジオでギタースクールも行っている。
ベルギーの楽譜制作ソフトウェア会社のMuseScoreや、アメリカのギターエフェクター会社のPositive Gridなどとエンドースメント契約をしており、開発モニターや日本国内の公式ワークショップ開催、デモ演奏などにも携わっている。

## エピソード・発言
- 兄にあたる歌人の萩原慎一郎が生前に残した著書『歌集 滑走路』（角川書店）の出版に携わり、メディアやSNSなどで本をプロモーション活動も行っている。書籍を原作とした映画『滑走路』の制作協力もしており、映画化が決まった際には、メディアに対して「兄は文学史に名を刻んでゆくと僕は確信しています」とコメントをしている[8]。
- 政治評論家の姜尚中が『歌集 滑走路』をテーマにした自身の講演会での「萩原慎一郎は短歌がなければテロリストになっただろう」「牛丼は社会の底辺の食事だ」といった趣旨の発言に対して、「兄は人に優しく自分に厳しい自戒的な人物であり、大きな誤りだ。牛丼は底辺の食事ではなく多くの一般的なサラリーマンなどが食べる食事であり、政治評論家は公の場で過激な発言が多い」とTwitter上で反論し、苦言を呈した[9]。同時期に今日本で話題の本として『歌集 滑走路』が特集された『KBSニュース9』では、直接インタビューに答え、いくつか短歌を紹介し「どんなに馬鹿にされても短歌で這い上がろうとしていた」と兄について話した[10]。
- 2021年にイギリスのBBCが制作した画家のキース・ヘリングのドキュメンタリー映画『キースヘリング～ストリート・アート・ボーイ～』や、アメリカHBO制作のLGBTQ問題を扱ったドキュメンタリー『チェチェンへようこそ』(デイヴィッド・フランス監督)等に、パブリックコメントを寄せている。

- 元妻に張り子作家として知られる芸術家の前田ビバリーがいる。

## 作品
- 『ライトニング リターンズ ファイナルファンタジーXIII』 (スクウェア・エニックス、編曲)
- 『アートにエールを！東京プロジェクト ハリコレ 2020』(主催:東京都、東京都歴史文化財団、ギター・作編曲を担当。張り子作家前田ビバリーとの共作。)[11]
- 『映画 滑走路』(配給:KADOKAWA、 企画協力、短歌英語翻訳[12][13])
- 『MuseScore』 2019年から楽譜制作ソフトウェアの開発指導。
- 『Positive Grid BIAS FX2 Elite』 プラグインソフトウェアの使用デモ曲の演奏・制作。

## 寄稿

### 映画
- 『キース・ヘリング〜ストリート・アート・ボーイ〜』制作：イギリス英国放送協会BBC、監督：ベン・アンソニー (2020年)
- 『アカーサ〜僕たちの家〜』監督:ラドゥ・チュロニチュック(2020年、ルーマニア)
- 『チェチェンへようこそ ―ゲイの粛清―』制作：アメリカHBO、監督：デイヴィッド・フランス (2022年)
- 『画家と泥棒』制作：ノルウェー映画協会、監督：ベンジャミン・リー (2022年)

## メディア

### テレビ
- KBS 第1テレビ 2019年2月17日放送 『KBSニュース9』特集 インタビュー[14]
- NHK BSプレミアム 2019年5月1日放送 『平成万葉集 第三回「この国に生きる」』(主演:生田斗真、吉岡里帆) ラジオ局調の演出で声のみ出演

### 新聞
- 朝日新聞 2020年10月3日付夕刊1面『非正規歌人は詠んだ、明日への希望の翼　歌集「滑走路」ロングセラー、来月には映画も公開』インタビュー[15]

### WEB
- 映画ナタリー「非正規雇用”歌人の遺作「滑走路」映画化、水川あさみ、浅香航大、寄川歌太が出演」2020年3月25日[16]
- シネマトゥデイ 「水川あさみ主演で故・萩原慎一郎さんの歌集「滑走路」映画化　共演に浅香航大＆寄川歌太」2020年3月25日[17]
- 映画.com 「32歳で命を絶った“非正規歌人”の歌集「滑走路」が映画化！　主演は水川あさみ」2020年3月25日[18]
- ほんのひきだし「映画「滑走路」ロング版予告編解禁　映画を鑑賞した原作者家族からのコメントも」2020年10月15日[19]
- クランクイン！「『滑走路』水川あさみ×浅香航大×寄川歌太　優しさと希望があふれるロング版予告解禁」10月16日[20]
- シネマトゥデイ 「萩原慎一郎さんの遺作歌集を映画化　『滑走路』に原作者家族がメッセージ」2020年10月15日[21]